# ويلفريد زاها
ويلفرد زاها (بالفرنسية: Wilfried Zaha)‏ (مواليد 10 نوفمبر 1992 في ساحل العاج) هو لاعب كرة قدم يلعب في مركز الجناح مع نادي غلطة سراي التركي.
يحمل زاها الجنيستين الإنكليزية والإيفوارية. مثل منتخب إنجلترا بجميع مراحله السنية وشارك في مباراتين وديتين مع المنتخب الأول عام 2012. إلا انه قرر في نوفمبر 2016 تمثيل منتخب كوت ديفوار.

## مسيرته مع الأندية
كريستال بالاس
يوم 13 مايو عام 2013، في مباراة الإياب من الدور الفاصل نصف النهائي ضد برايتون، سجل زها هدفين في الشوط الثاني ليضع كريستال بالاس في مباراة الفاصلة النهائية للصعود على ملعب ويمبلي. في المباراة النهائية يوم 27 مايو عام 2013، حصل زاها على ركلة جزاء التي تم تحويلها بنجاح لتأمين صعود كريستال بالاس إلى الدوري الممتاز ل2013-14.

### مانشستر يونايتد
يوم 25 يناير عام 2013، وافق زاها للانضمام إلى مانشستر يونايتد، وتمت على الفور إعارته إلى كريستال بالاس للفترة المتبقية من الموسم.
في 11 آغسطس عام 2013، قدم زاها مباراته الأولى مع مانشستر يونايتد في عام الدرع الخيرية ضد ويجان اثليتيك. تم وضعه في التشكيلة الأساسية ولعب 61 دقيقة قبل أن يتم استبداله باللاعب أنطونيو فالنسيا.
قدم زها له أول ظهور رسمي مع مانشستر يونايتد في مباراة في الكأس ضد نوريتش سيتي، ولعب 78 دقيقة قبل أن يتم استبداله باللاعب واين روني.

## مسيرته الدولية

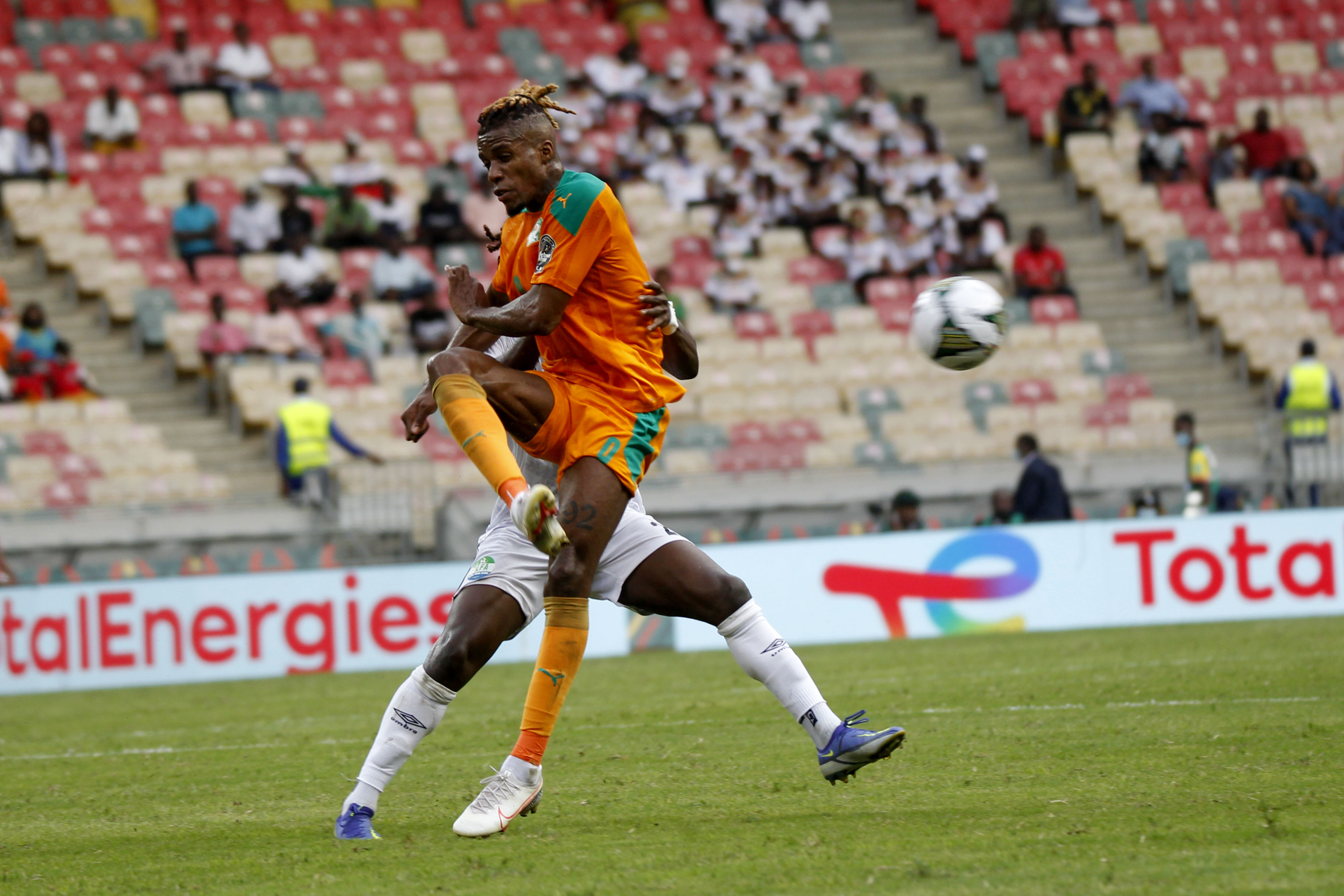
ويلفرد زاها مع منتخب كوت ديفوار أثناء مباراة ضد منتخب سيراليون عام 2022.

يحق لزاها تمثيل أي من منتخبي إنجلترا أو كوت ديفوار، فمثل منتخب إنجلترا بجميع مراحله السنية. وفي 11 نوفمبر 2012 استدعاه المدير الفني لمنتخب إنجلترا الأول روي هودجسون لمباراة ودية ضد السويد في 14 نوفمبر. وجاء في اللقاء كلاعب بديل لمواطنه الوافد الجديد رحيم ستيرلينغ في الدقيقة 83. واستدعى لمباراة ودية أخرى عام 2012.
ولكن في نوفمبر 2016، قرر زاها تمثيل كوت ديفوار إذ أنه لم يلعب أي مباراة رسمية مع منتخب إنجلترا.

## روابط خارجية
- ويلفريد زاها على موقع الاتحاد الأوربي (الإنجليزية)
- ويلفريد زاها على موقع اتحاد تركيا (لاعب) (الإنجليزية)
- ويلفريد زاها على موقع إي إس بي إن إف سي (الإنجليزية)
- ويلفريد زاها على موقع قاعدة بيانات كرة القدم.إي يو (الإنجليزية)
- ويلفريد زاها على موقع ليكيب (الفرنسية)
- ويلفريد زاها على موقع ناشيونال فوتبول تيمز (الإنجليزية)
- ويلفريد زاها على موقع Soccerbase.com (لاعب) (الإنجليزية)
- ويلفريد زاها على موقع Soccerway.com (الإنجليزية)
- ويلفريد زاها على موقع عالم كرة القدم.نت (الإنجليزية)
- ويلفريد زاها على موقع AS.com (الإسبانية)